# Andrzej Liss
Andrzej Marcelin Liss (Pelplin; 9 de Junho de 1950 — ) é um político da Polónia. Ele foi eleito para a Sejm em 25 de Setembro de 2005 com 5674 votos em 25 no distrito de Gdańsk, candidato pelas listas do partido Prawo i Sprawiedliwość.
Ele também foi membro da Sejm 2001-2005.